# Turystyka LGBT

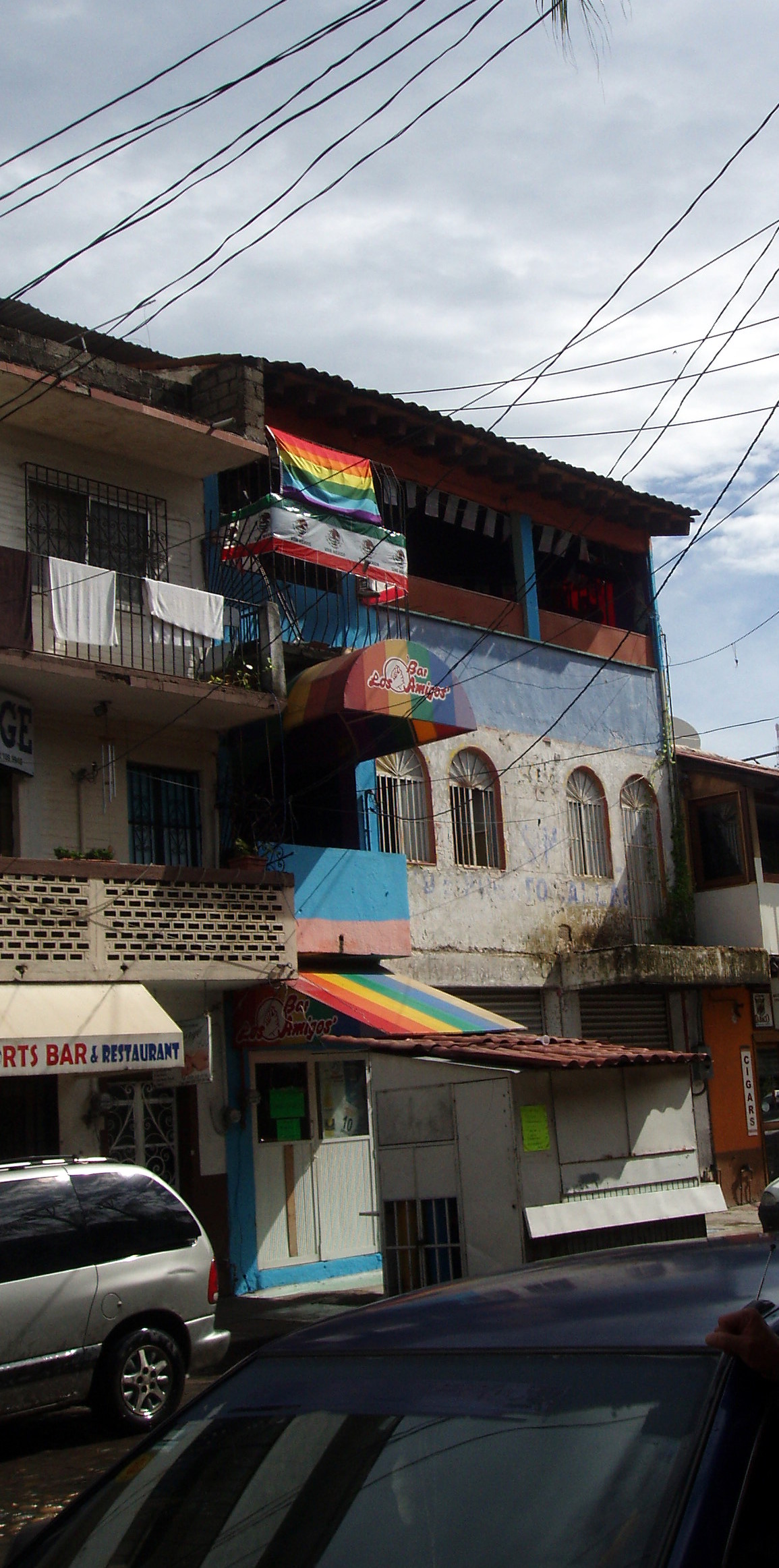
Typowy klub gejowski w popularnym celu turystyki LGBT – meksykańskiej Puerto Vallarcie.

Turystyka LGBT lub turystyka gejowska (ang. gay tourism) – jedna z niszowych odmian komercyjnej turystyki wypoczynkowej, ukierunkowana na rynek klientów z grupy LGBT – lesbijek, gejów, osób biseksualnych i transpłciowych. Charakteryzuje się otwartością na orientację seksualną i tożsamość płciową klientów. Jej formy mogą być mniej lub bardziej dyskretne ze względu na osoby ukrywające na co dzień swoją odmienność seksualną lub w przypadku wyjazdów do rejonów znanych z przemocy wobec osób LGBT.

## Formy i specyfika turystyki gejowskiej

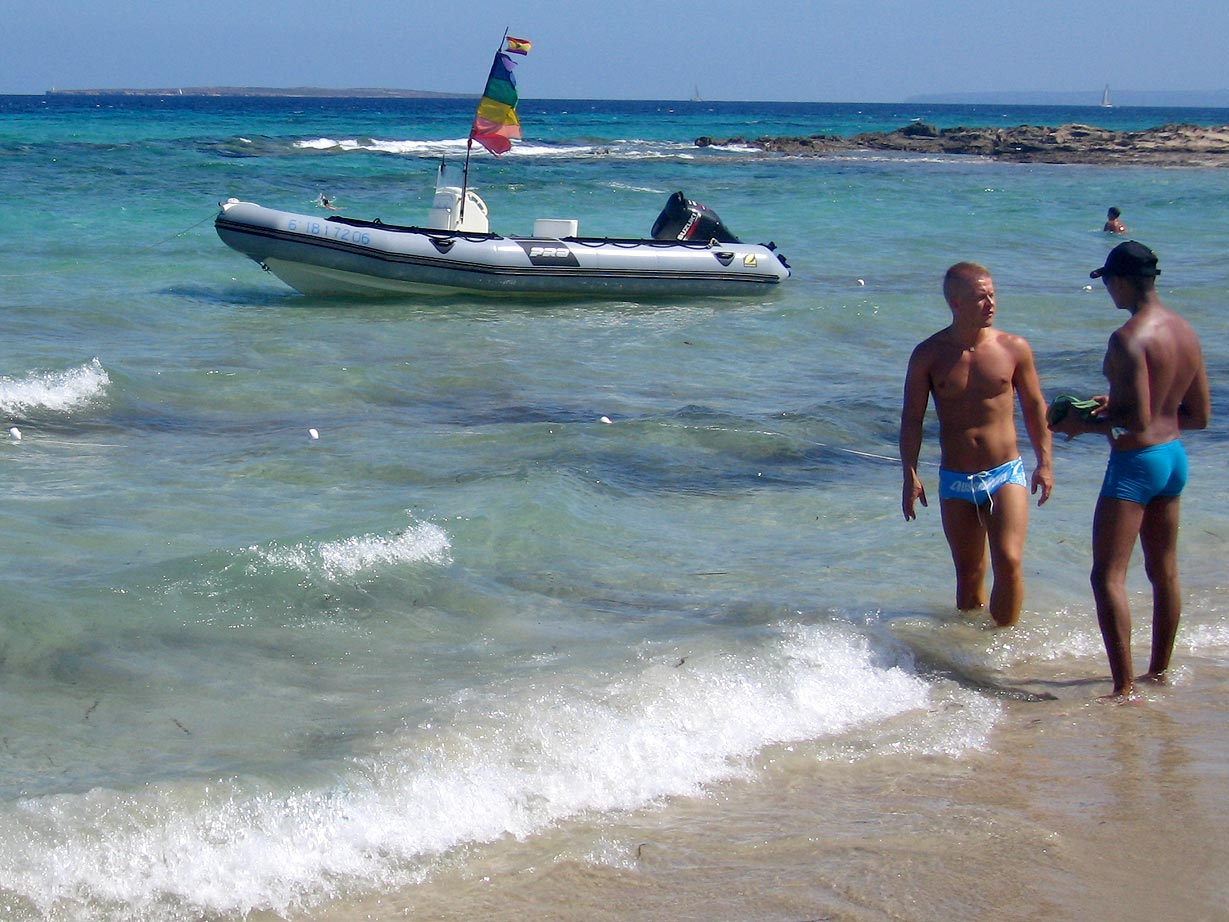
Playa des Cavalle, gejowska plaża we wschodniej części przylądka Punta de ses Portes na Ibizie

Główną część turystyki LGBT stanowią podróże do miast i kurortów, które tworząc specjalną ofertę, chcą przyciągnąć do siebie turystów LGBT. W slangu branżowym używa się terminu „gaycation”, oznaczającego rodzaj wakacji, które zawierają wyraźny aspekt kultury LGBT podczas podróży lub w miejscu przeznaczenia. Branża turystyki LGBT obejmuje biura podróży, gestorów hotelarskich i restauratorów, firmy przewozowe oraz przedsiębiorstwa zajmujące się ich promocją i reklamą. Ich działalność zbiega się z zapotrzebowaniem na tego typu produkty turystyczne, związanym ze zwiększoną widocznością osób LGBT w życiu społecznym, obserwowaną od lat 90. XX w. oraz wzrostem liczby osób LGBT wychowujących dzieci po 2000 roku.

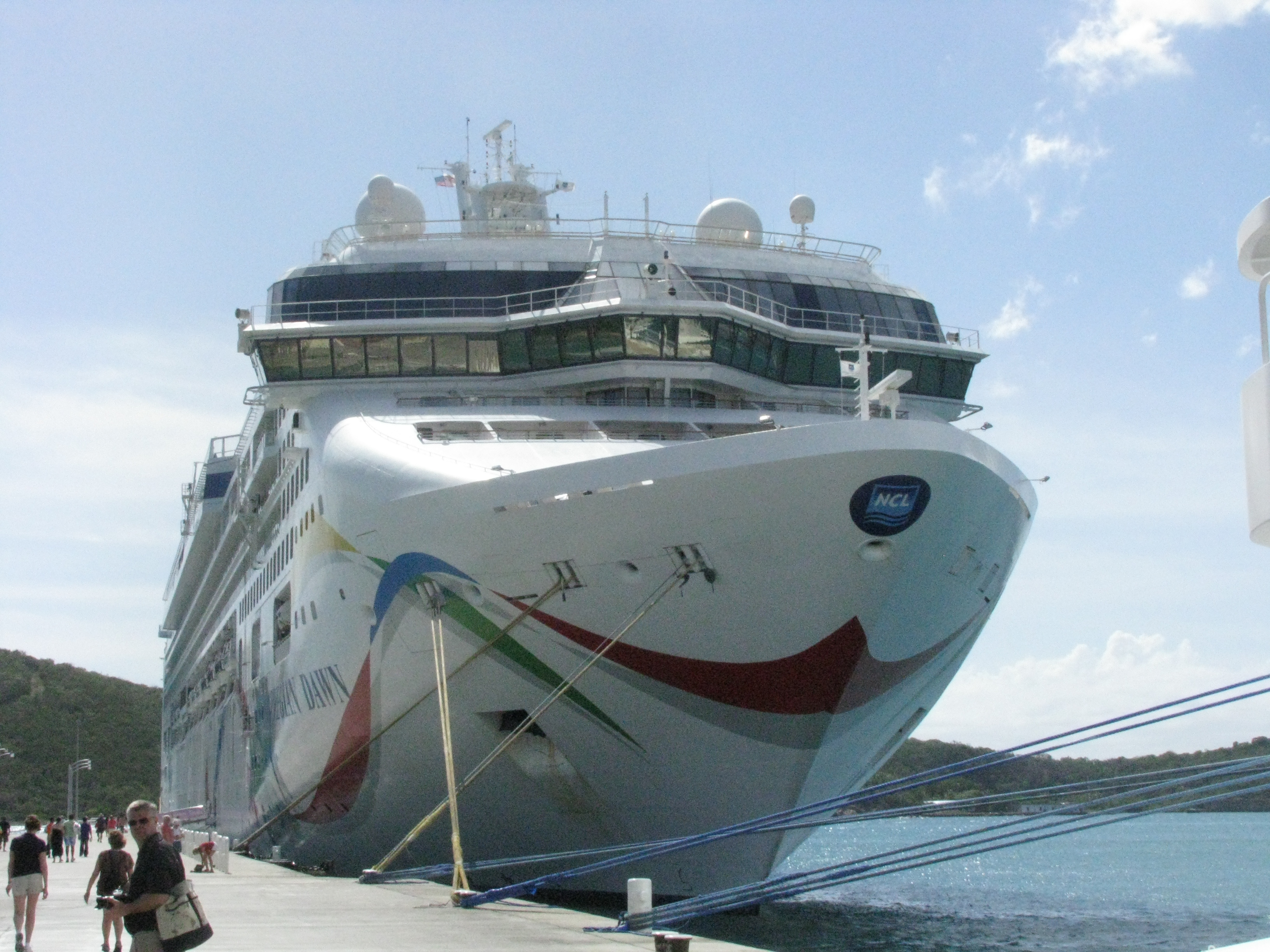
Na pokładzie wycieczkowego statku „Norwegian Dawn” linie Norwegian Cruise z powodzeniem organizują specjalne rejsy wakacyjne dla homoseksualnych rodziców z dziećmi, zabierając jednorazowo na pokład 1600 osób, w tym 600 dzieci

Wiele przedsiębiorstw w przemyśle turystycznym zdaje sobie sprawę ze znacznych pieniędzy (znanych również jako „różowy dolar” lub „różowy funt”) generowanych przez ten specyficzny rynek i postawiło sobie za cel dostosowania się do życzeń społeczności LGBT poprzez udział w kampanii na rzecz turystyki gejowskiej. W tym rodzaju turystyki zaczynają się specjalizować biura podróży, hotele, kluby, sauny, a nawet gospodarstwa agroturystyczne. Na potrzeby gejowskich i lesbijskich turystów linie lotnicze organizują programy lojalnościowe, banki we współpracy z biurami podróży wydają specjalne karty kredytowe, a linie morskie organizują rejsy. Jak podaje raport „2000 Tourism Intelligence International”, 10% międzynarodowych turystów stanowili geje i lesbijki, co stanowi liczbę ponad 70 mln tzw. „przybyć” na świecie. Przewiduje się tendencję wzrostową w tym segmencie rynku, w wyniku poprawiającej się społecznej akceptacji osób LGBT i zmiany postaw wobec mniejszości seksualnych. Wartość rynku gejowsko-lesbijskiego w 2007 roku oszacowano na 55 miliardów dolarów rocznego obrotu. Poza ofertami większych firm, turystyka LGBT obejmuje również inne tradycyjne formy turystyki, tj. sieci wzajemnej gościnności LGBT wśród osób, które oferują sobie nawzajem noclegi podczas podróży. Istnieją również grupy społeczne dla rezydentów, podróżników i emigrantów LGBT oraz ich przyjaciół na całym świecie.

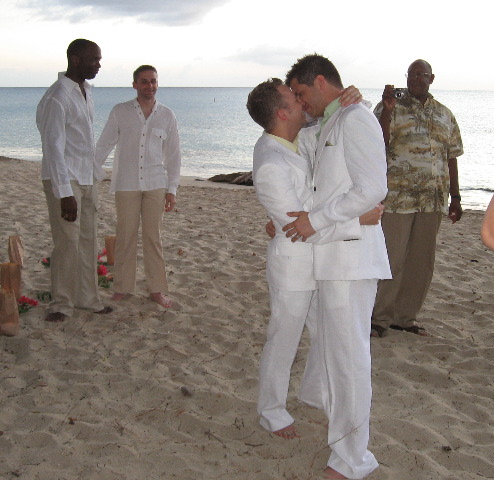
Coraz liczniej zawierane małżeństwa i cywilne związki osób tej samej płci otworzyły nowy rodzaj usług, jakimi jest organizowanie uroczystości i podróży poślubnych dla LGBT. Na fotografii: gejowska ceremonia na plaży w lipcu 2006 roku.

Turystyka LGBT jest popularna wśród podróżujących osób LGBT z kilku powodów:
- ze względu na obsługę, która ma do nich życzliwe lub liberalne nastawienie
- ze względu obecność infrastruktury gejowskiej (bary, firmy, restauracje, hotele, nocne życie, rozrywki, media, organizacje itp.)
- z uwagi na możliwość kontaktów towarzyskich z podobnymi osobami
- dzięki poczuciu, że można bezpiecznie wypocząć wśród innych osób homoseksualnych

Miejsca turystyki LGBT są często zlokalizowane w dużych miastach, co związane jest (choć nie wyłącznie) z istnieniem w nich dzielnic gejowskich – gay villages. Lokalne władze i działające tam biura turystyczne często aktywnie kreują opinię o swojej okolicy, jako o miejscu przyjaznym dla LGBT i ciekawym turystycznie, współpracując przy tym z organizacjami LGBT. Przykładem takiego miasta może być Manchester, którego władze lokalne zauważają opłacalność tego rodzaju współpracy oraz ośrodek sportów zimowych Whistler w Kanadzie. Analitycy rynku turystycznego twierdzą, że istnienie rdzenia populacji przyjaznej gejom jest często głównym katalizatorem dla rozwoju „gay-friendly turystyki”.
Turystyka gejowska może pokrywać się z jednoczesnym występowaniem specjalnych wydarzeń środowiskowych, tj. coroczne manifestacje gay pride, parady równości, Christopher Street Day, festiwale gejowskie, imprezy kulturalne LGBT, międzynarodowe przedsięwzięcia typu Europride, Gay Games, World Outgames, Eurogames albo konferencje krajowych i międzynarodowych organizacji gejowskich. Turystyka gejowska rozwija się wówczas lokalnie wyjątkowo pomyślnie, osiągając szczytowe natężenie.
Siłę nabywczą społeczności LGBT szacuje się na 600 miliardów dolarów rocznie, zgodnie z danymi podawanymi przez Wietck Combs. Podaje się, że każdy 1 dolar zainwestowany na rynku turystyki gejowskiej przyniósł 153 dolarów zysku na bezpośrednich wydatkach w sklepach, hotelach, restauracjach i atrakcjach turystycznych. Rok 2002 odnotowuje się przy tym jako datę historycznego wzrostu gospodarczego w branży turystyki LGBT. W rynek turystyki LGBT zaangażowały się m.in. takie miasta jak Filadelfia, Dallas i Fort Lauderdale.

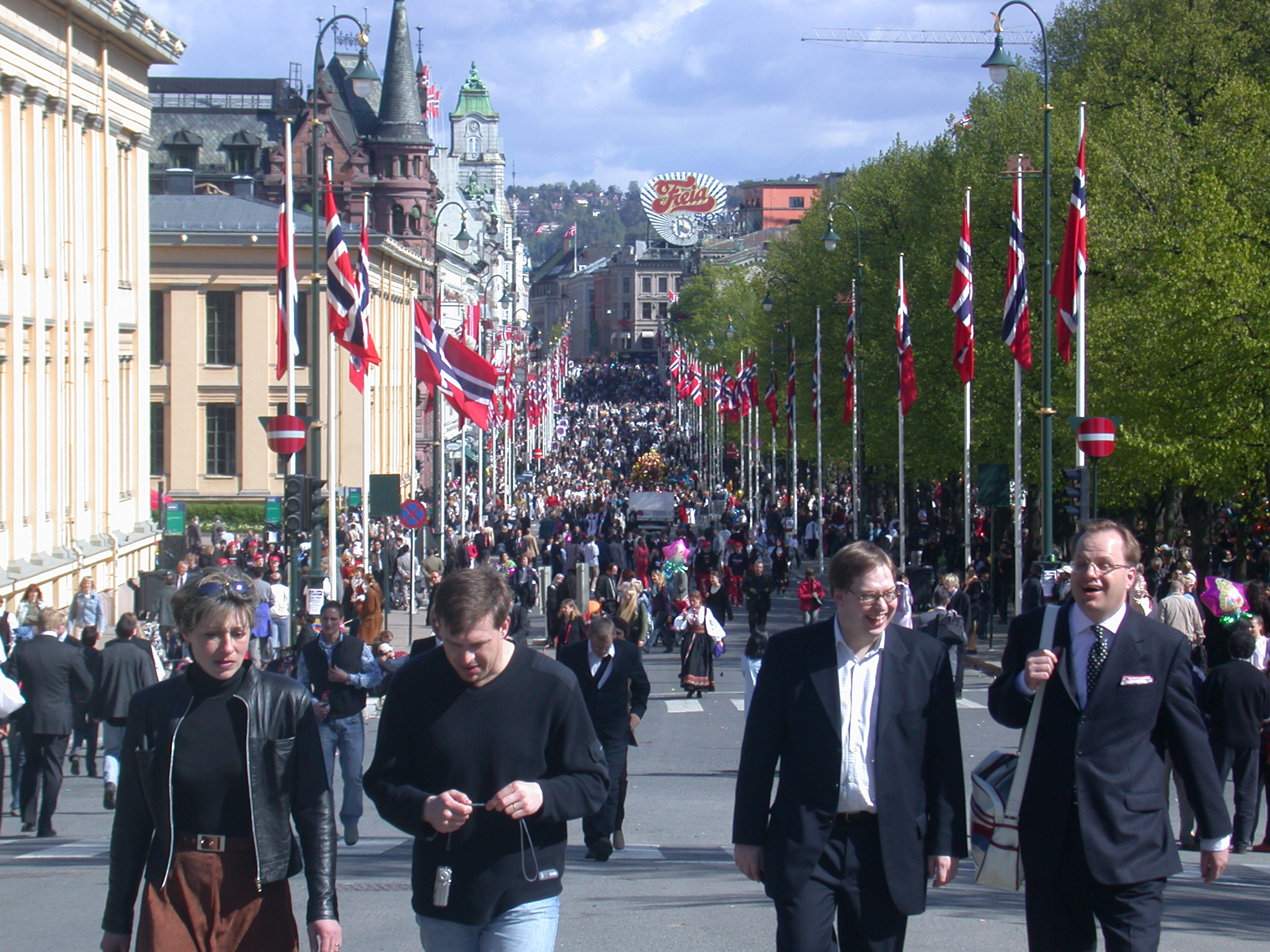
W oficjalnych ulotkach turystycznych stolicy Norwegii można przeczytać: Oslo jest miastem gay-friendly, a środowiska gejów, lesbijek oraz biseksualistów to potwierdzają. Wymienia się przy tym szereg imprez gejowskich, lokali i organizacji. Opłacalność takiej promocji zauważyły również inne miasta jak Le Mans we Francji, Berlin czy Nova Iguaçu w Brazylii.

Izraelskie Ministerstwo Turystyki upatruje w działalności na rynku turystyki LGBT szansę na rozwój Tel Awiwu i podniesienie działalności gospodarczej restauracji, hoteli, atrakcji turystycznych i plaż miejskich w tym mieście. W celu zwiększenia obecności turystyki gejowskiej w Tel Awiwie, Gay and Lesbian Union ulokowała tam w 2009 roku Europride, największą coroczną paradę gejowską na świecie.

## Specjaliści w branży turystycznej
Branżowe stowarzyszenie International Gay and Lesbian Travel Association (IGLTA) organizuje coroczną konwencję światową i cztery sympozja dotyczące turystyki LGBT. Każde z sympozjów przyciąga ponad 100 przedstawicieli biur podróży i wydawnictw turystycznych, które specjalizują się w tym rynku usług. Stowarzyszenie zostało założone w 1993 roku i liczy obecnie ponad 2000 członków. Jej siedziba znajduje się w Fort Lauderdale na Florydzie. W 2008 roku IGLTA powołała w Polsce na swojego ambasadora Piotra Wójcika.
Corocznie w USA odbywają się International Gay & Lesbian World Travel Expo. W 2006 roku czternasta edycja tych targów odwiedziła sześć amerykańskich miast. Turystyką LGBT zajmują się również magazyn „Out Traveler”, publikowany przez wydawców „Out” i „The Advocate”, wychodzący sześć razy w roku. W Europie doradztwem w sprawach związanych z turystyką LGBT zajmuje się firma Out Now Consulting.
W Stanach Zjednoczonych gay tourism staje się pełnoprawną specjalnością studiów na kierunkach turystycznych i odbywają się monograficzne wykłady z tej dziedziny. Szkoła Wychowania Fizycznego i Turystyki w Indianapolis (School of Physicial Education and Tourism Management) wprowadziła zajęcia z turystyki LGBT począwszy od roku akademickiego 2004/2005 (dla słuchaczy powyżej 21. roku).

## Wyniki badań rynku turystyki LGBT
Badania „GaydarNation.com Summer 2008 Study” przeprowadzone na grupie ponad 2500 respondentów spośród konsumentów usług turystycznych LGBT wykazały, że:
- 70% z nich wyjeżdża na 2 do 5 urlopów zagranicznych rocznie,
- 80% respondentów przy planowaniu podróży do popularnych miejsc dokonuje rezerwacji on-line, korzystając z linii lotniczych i hoteli,
- 50% twierdzi, że woli kontaktować się osobiście w momencie dokonywania rezerwacji w miejscach, do których ma zamiar wybrać się pierwszy raz,
- 43% jest zdania, że nie przywiązywało wagi do tego, czy hotel lub kurort jest gejowski lub nie,
- ale większość z nich podczas podróży do ośrodków LGBT na Ibizę, Wyspy Kanaryjskie, Mykonos czy do Sitges – wybierze te prowadzone przez gejów,
- większość z nich spośród ofert turystycznych wybiera produkty z górnej półki cenowej lub bardziej luksusowe.

| W dużych miastach LGBT są zainteresowani: - zwiedzaniem 86% - lokalną kulturą 83% - jedzeniem 79% - zakupami 69% - muzeami 68% | W kurortach i na wolnym powietrzu: - plażowaniem 89% - pływaniem 58% - turystyką 44% - salami gimnastycznymi 31% - rowerami / kolarstwem górskim 27% |

## Turystyka LGBT w Polsce
Pierwszym polskim biurem podróży dla turystów LGBT było Strawberry Travel, założone w Warszawie w 1998 roku przez Piotra Wójcika. W 2008 do IGLTA należały trzy polskie firmy turystyczne.
Ocenia się, że w Polsce rynek turystyki LGBT choć dynamicznie rozwija się, to jednak wciąż ma bardzo małe znaczenie. Szansę na rozwój tego rynku upatrywano w zorganizowaniu w Warszawie Europride 2010. Gejowski przewodnik po Warszawie „Navi-gaytor” w 2008 roku wymieniał obok 19 klubów i pubów tylko jeden gay-friendly hotel „Friends Gesthouse”.
| Rok  | Liczba konsumentów | Wartość w pieniądzu |
| ---- | ------------------ | ------------------- |
| 2007 | 590 000 osób       | 4,3 mld USD         |
| 2011 | 860 000 osób       | 9,5 mld USD         |
| 2016 | 1 150 000 osób     | 16,9 mld USD        |

W lipcu 2008 roku władze Krakowa zapowiedziały wydanie przez urząd miasta przewodnika po Krakowie skierowanego dla gejów i lesbijek oraz uruchomienie kampanii reklamowej skierowanej do tej grupy turystów. W 2009 roku w Krakowie można znaleźć ponad 40 hoteli gay-friendly, takich jak: „Crystal Suites”, „Greg&Tom Hostel”, „Elephant On The Moon”, „Good Bye Lenin Hostel” i inne. 17 października 2008 roku IGLTA zorganizowała w trakcie Poznańskich Targów Turystycznych „Tour Salon 2008” konferencję pt. „Turystyka gejowska – najszybciej rozwijający się sektor w turystyce”. Była to pierwsza tego typu konferencja w Polsce.